# Kill Hollywood Me
Kill Hollywood Me är Britta Perssons andra studioalbum, utgivet 2008.

## Låtlista
Alla låtar är skrivna av Britta Persson.
1. "Cliffhanger" - 3:39
2. "At 7" - 4:10
3. "In or Out" 4:33
4. "Kill Hollywood Me" 4:13
5. "Enter and Leave" 4:36
6. "Happy Hour" 4:09
7. "Team Building" 2:18
8. "U-Turns" 4:40
9. "Can I Touch?" 3:20
10. "Car Song" 2:59
11. "Zig Zag" 3:52

## Medverkande musiker
- Britta Persson
- Per Nordmark
- Peter Hermansson
- Christoffer Roth
- Henrik Svensson
- Anja Bigreli, Christian Kjellvander, John Strömgren, Lina Ahlbin, Linnéa Engström, Liv Widell, Markus Krunegård, Niklas Johansson, Petter Södrin - körsång

## Mottagande
Skivan fick ett i huvudsak gott mottagande och snittar på 3,6 poäng på Kritiker.se.

## Listplaceringar
| Lista (2008) | Topplacering |
| ------------ | ------------ |
| Sverige      | 27           |